# Lawrence McCormick
Lawrence "Larry" James McCormick (Buckingham, Québec, Kanada, 1890. július 12. – Hyannis, Massachusetts, 1961. december 30.) olimpiai ezüstérmes, kanadai születésű amerikai jégkorongozó. Az 1920-as nyári olimpián ezüstérmet nyert amerikai férfi jégkorong-válogatott tagja volt. Az elődöntőben 2–0-ra kaptak ki a későbbi győztes kanadai válogatottól, a rájátszás során pedig előbb a svéd, majd a csehszlovák válogatottat verték nagy arányban, megszerezve ezzel az ezüstérmet.
Az amerikai hadsereg tagjaként öccsével, Joseph McCormickkal együtt részt vett az első világháborúban, miután nem sokkal korábban mindketten megkapták az amerikai állampolgárságot (Joseph szintén tagja volt az 1920-as ezüstérmes csapatnak, ő volt a csapatkapitány).
Amatőr játékosként komoly sikereket ért el. 1918-ban és 1920-ban megnyerte a McNaughton-kupát, amit az országos bajnokok nyernek el.